# Magnitogorsk Iron and Steel Works
PJSC Magnitogorsk Iron and Steel Works (MMK) er en russisk producent af jern og stål med hovedkvarter i Magnitogorsk, Rusland..
De ejer ishockeyklubben HK Metallurg Magnitogorsk.